# Ponte Maputo–Katembe
A Ponte Maputo–Katembe liga os distritos de Nlhamankulu (margem norte) e Katembe (margem sul), em Maputo. As obras começaram em 2014, tendo sido realizadas pela China Road and Bridge Corporation e financiada através de um crédito do China Exim-Bank. A ponte foi inaugurada no dia 25 de junho de 2018 e aberta em 10 de novembro do mesmo ano, dia em que a cidade celebrou 131 anos da sua fundação.
 Com a sua conclusão, substituiu a Ponte Matadi como a mais longa ponte suspensa do continente africano.

## História

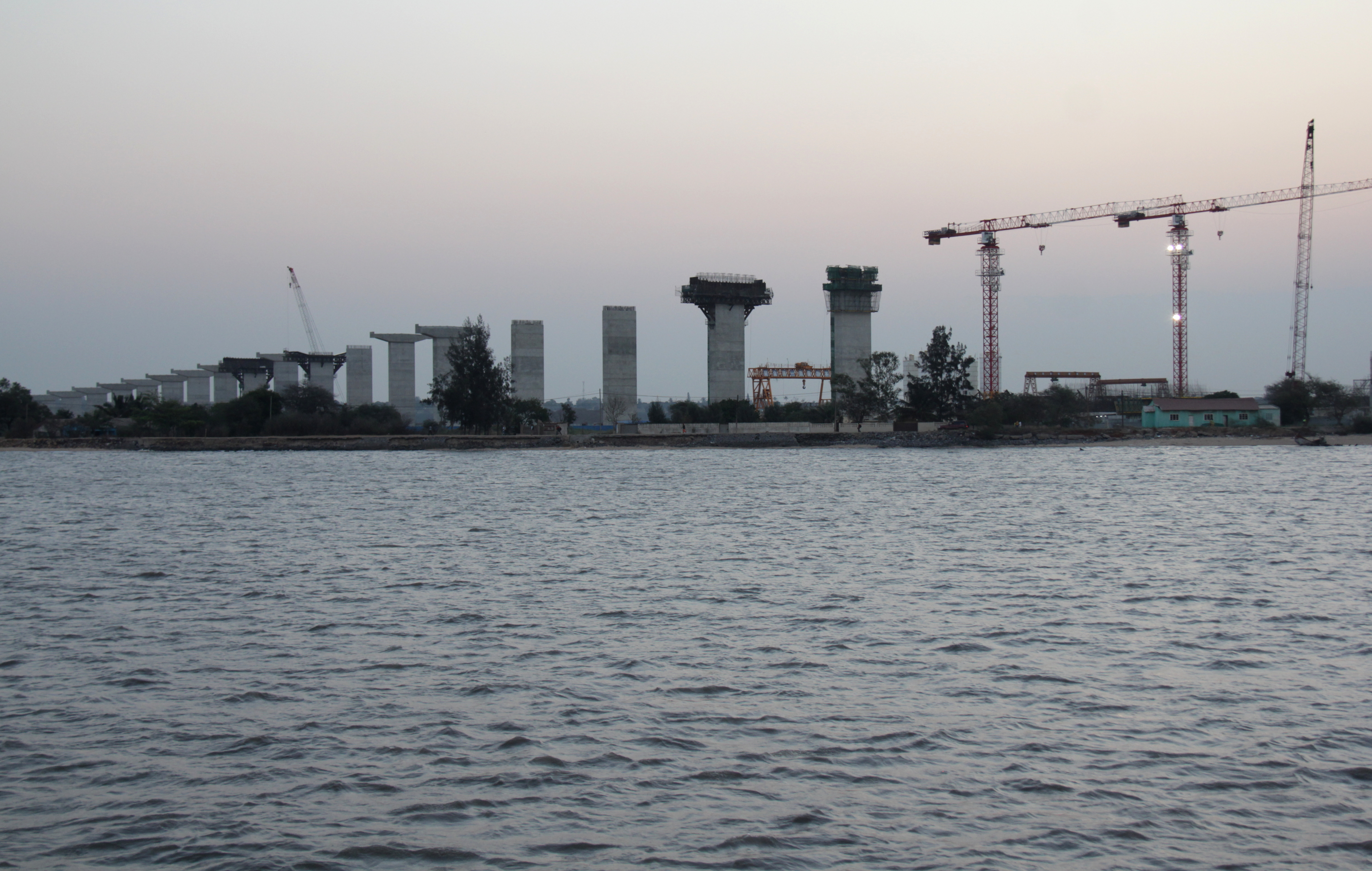
Pilares da ponte em construção (vista de Katembe; setembro de 2016).

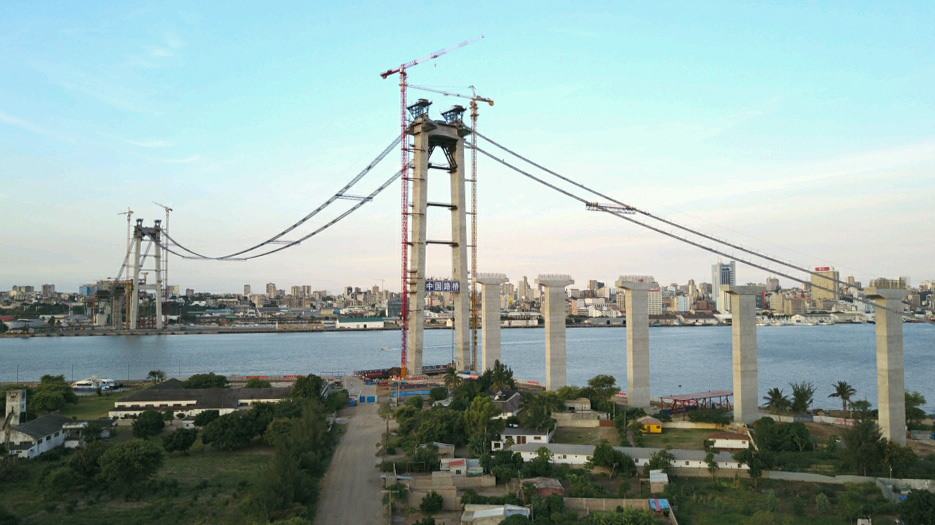
Ponte Maputo–Katembe em construção (abril 2017), skyline de Maputo em pano de fundo.

A ideia de uma ponte sobre a Baía de Maputo — análoga à Ponte 25 de Abril sobre o Tejo em Lisboa — já existia há muitos anos. A construção de uma ponte já estava prevista no plano de urbanização de Maputo financiado pelo Banco Mundial em 1989.
Foi apenas graças ao fim da guerra civil, aos numerosos investimentos no decurso do boom do gás e do petróleo e à forte recuperação económica de Moçambique que o governo moçambicano foi capaz de enfrentar o projeto. Em novembro de 2008 foi lançado pelo governo um convite internacional para a manifestação de intenções.
Na sequência de uma visita do primeiro-ministro português José Sócrates em 2010, o financiamento pelo estado português foi inicialmente planeado. No entanto, devido à enorme crise financeira e orçamental do país, o compromisso não pôde ser cumprido. Na sequência de uma visita do presidente moçambicano Armando Guebuza à China em agosto de 2011, os dois países chegaram a um acordo para o financiamento chinês do projeto.

A empresa estatal Maputo Sul, E.P., que acompanhava a construção da Estrada Circular, foi contratada para supervisionar as obras, realizadas pela China Road and Bridge Corporation. De acordo com o China Daily, o processo resultou na criação de 2000 postos de trabalho. A empresa de engenharia alemã GAUFF Engineering atuou como consultora para a supervisão da construção.

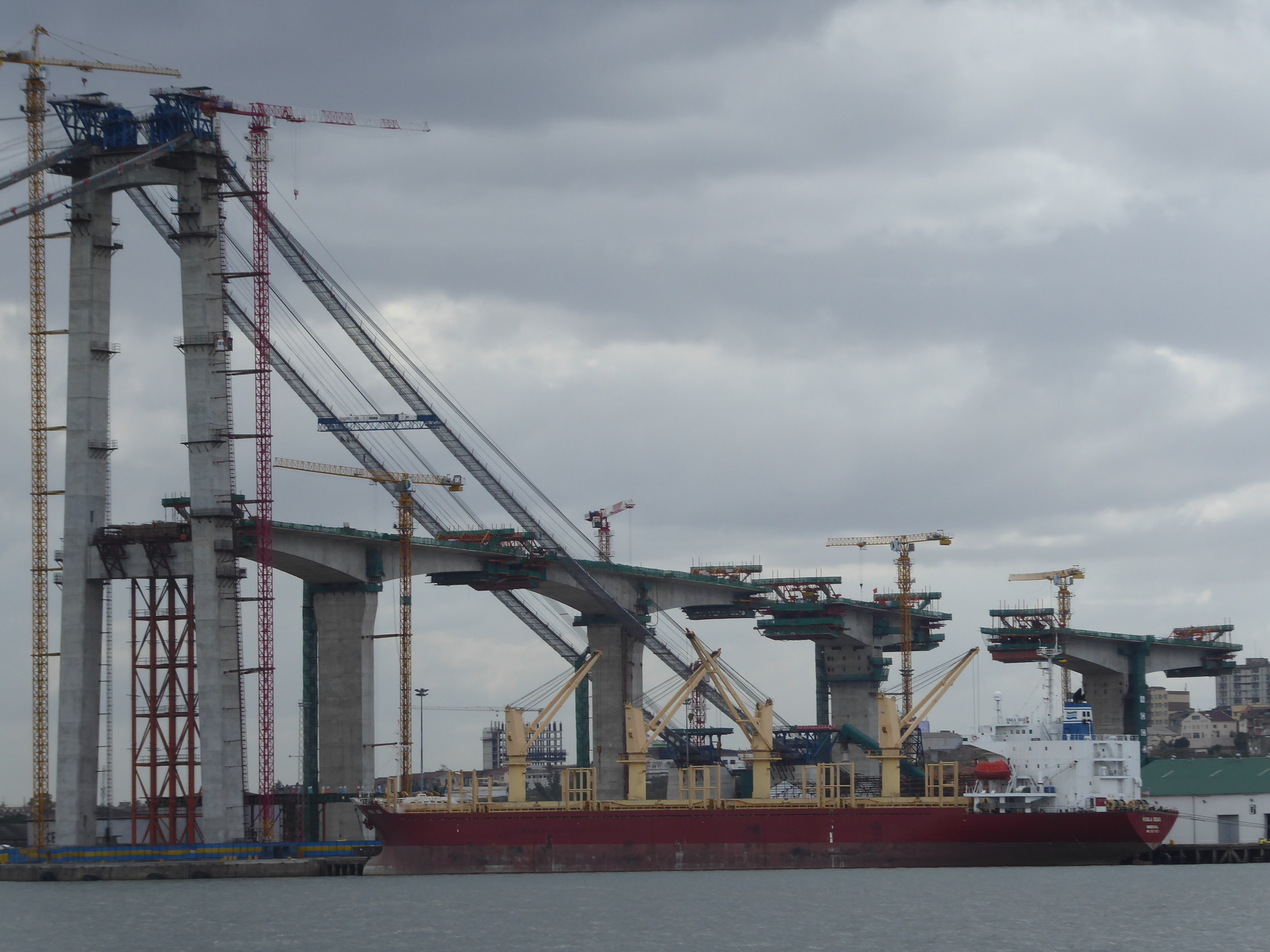
Obras na parte norte da ponte (setembro 2017).

As primeiras medidas de preparação para a construção começaram em junho de 2014. Após alguns atrasos — principalmente no realojamento dos residentes do bairro da Malanga — a abertura estava prevista para o dia 25 de junho de 2018, data em que se comemoravam os 43 anos da independência nacional. Finalmente, a ponte foi oficialmente inaugurada pelo presidente Filipe Nyusi a 10 de novembro de 2018, no 131.º aniversário da fundação de Maputo. No seu discurso, Nyusi disse que a ponte iria impulsionar massivamente o turismo em Moçambique e assim trazer mais prosperidade para a região.
No âmbito da abertura, foi revelado que os custos de manutenção da ponte seriam superiores a um milhão de dólares americanos por ano. O valor das portagens também foi revelado: Variam entre 160 e 1200 meticais, consoante o tipo de veículo.

## Descrição

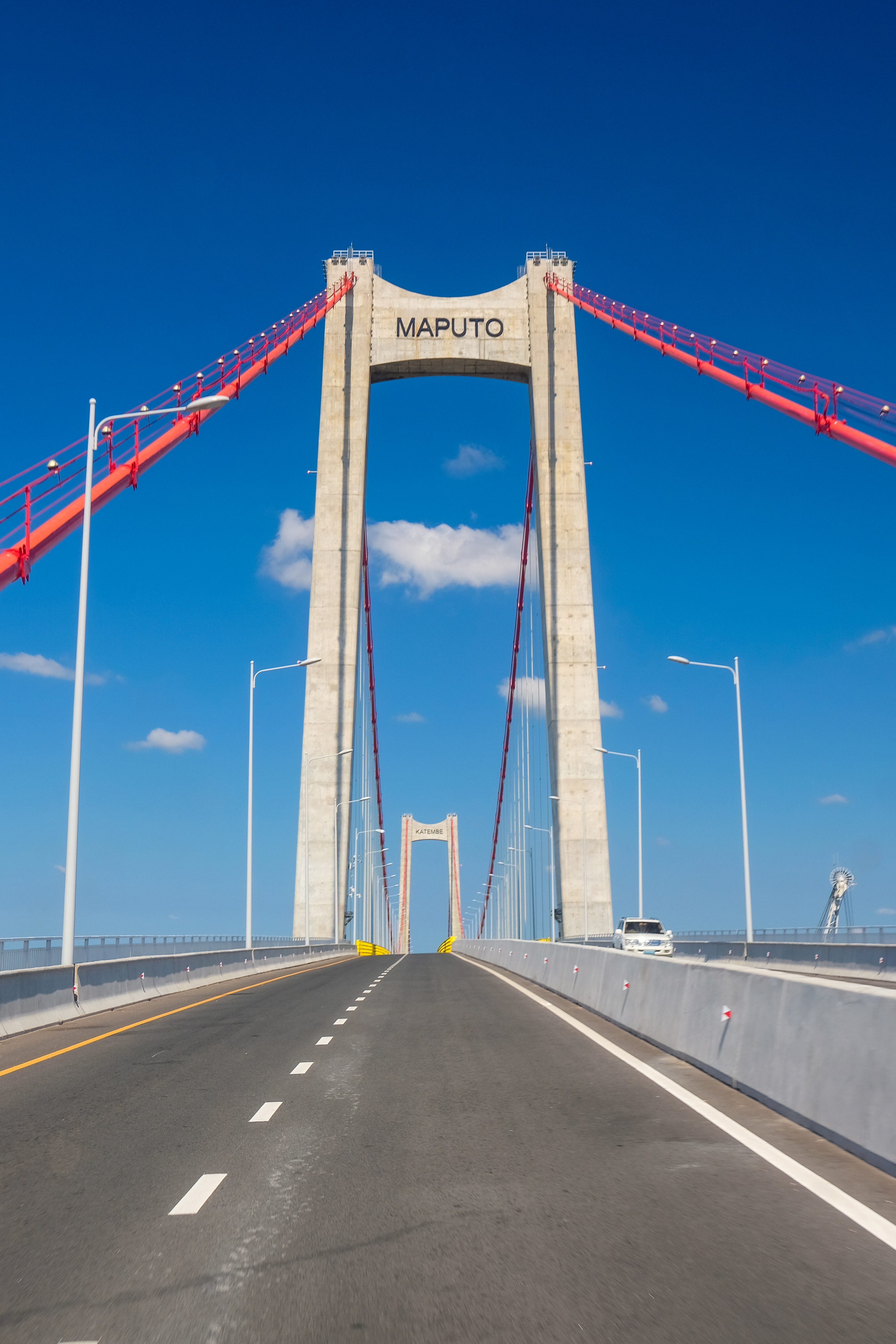
Travessia da ponte (2020).

A ponte suspensa de duas faixas de rodagem, com duas vias de trânsito cada, tem 680 metros de comprimento e atravessa a Baía de Maputo a uma altura de 60 metros. O viaduto norte tem 1097 metros de comprimento, e está ligado à rotunda da Praça 16 de Junho (com acesso às estradas nacionais EN2 e EN4) no bairro da Malanga, em Maputo. O viaduto sul tem 1234 metros de comprimento e é composto por elementos pré-fabricados até 45 m de comprimento. Liga diretamente à estrada para a Ponta do Ouro.
Originalmente, estavam também planeados pilares para uma ponte estaiada na própria baía, mas o projeto foi alterado de modo a não obstruir desnecessariamente os corredores de voo do aeroporto e também o tráfego marítimo. O vão entre os dois pilares é de 680 metros, o maior da África. Os principais cabos de suporte estão ligados através de cabos de aço no norte e no sul, cada uma com um bloco de ancoragem maciço. As cargas extremamente elevadas da estrutura requerem fundações de estacas com diâmetros de 1,50 m a 2,20 m, que atingem 110 m de profundidade na lama. Os dois pilares têm 141 m de altura e a uma altura de cerca de 40 m existe uma viga transversal para a faixa de rodagem. As peças individuais pré-fabricadas de aço para a faixa de rodagem têm cada uma 25,60 m de largura e 12 m de comprimento. Estas foram produzidos na China e instaladas a partir do navio atracado no cais.
O projeto de construção da ponte incluiu o alargamento e asfaltamento da estrada de Katembe até à fronteira na Ponta do Ouro (129 quilómetros) e entre Boane e Bela Vista (63 quilómetros), incluindo pontes sobre os rios Maputo, Futi e Umbeluzi. Desde a conclusão das obras, a estrada nacional EN1 atravessa a ponte e liga a capital ao posto fronteiriço de Kosi Bay.

## Custo
O custo foi de cerca de 726 milhões de dólares, dos quais 85% (681,6 milhões de dólares) terão sido financiados por uma linha de crédito especial do China Exim-Bank. Estes têm um prazo de 20 anos a uma taxa de juros de 4%. Outros 10% (72,5 milhões de USD) foram financiados noutros termos através do Exim-Bank, enquanto 5% foram suportados directamente pelo governo moçambicano. No entanto, estimativas mais recentes indicam custos de construção de mais de 785 milhões de dólares americanos.
O jornal @Verdade, crítico ao governo moçambicano, noticiou que o custo total ascenderia a 1,3 mil milhões de euros. Os empréstimos de 20 anos, que têm uma taxa de juro de 4%, levariam a custos de juros puros de 30 milhões de euros por ano até 2039.

## Impacto

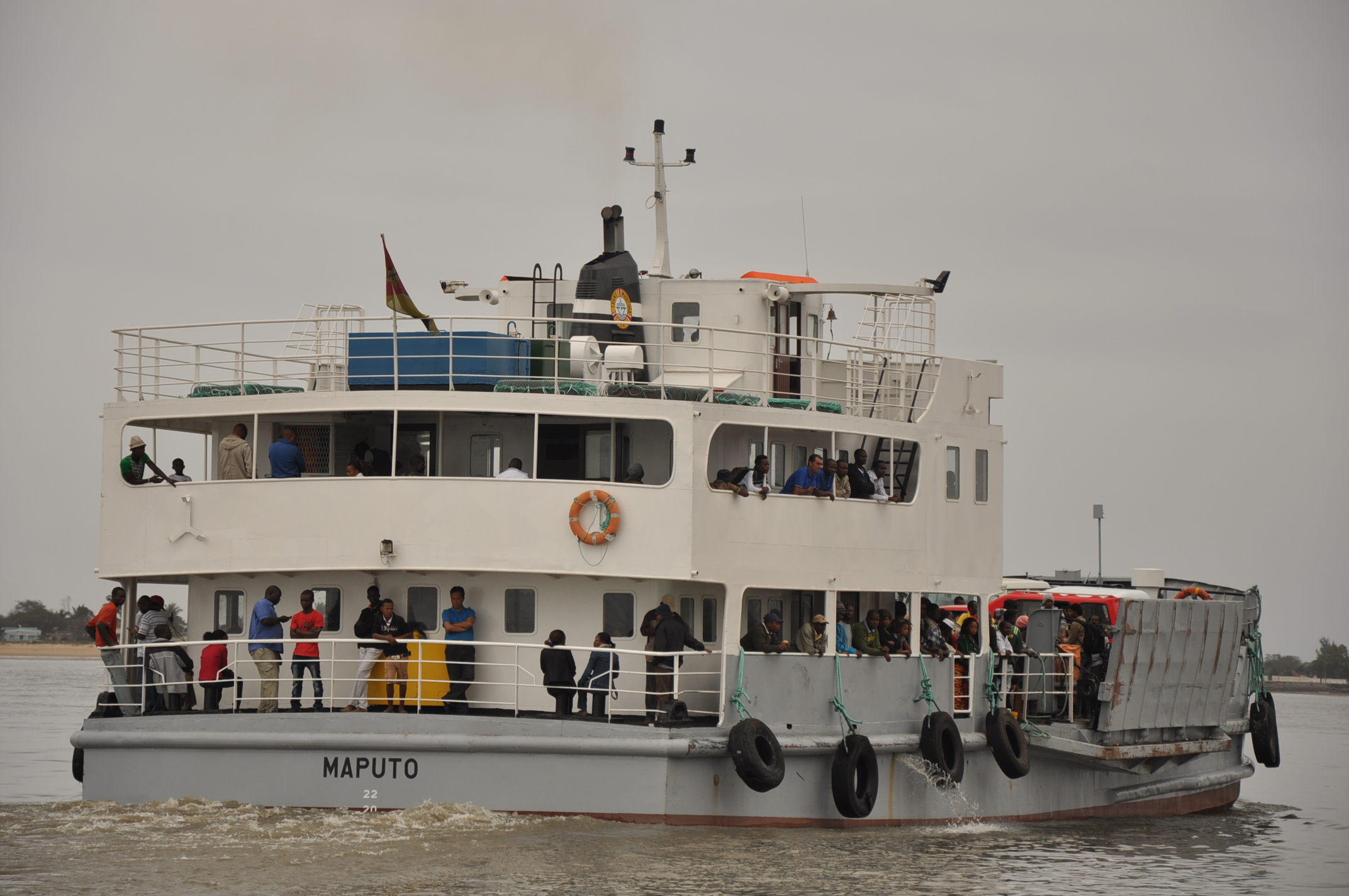
Antes da inauguração da ponte, a ligação mais rápida era o ferry da empresa estatal Transmarítimo.

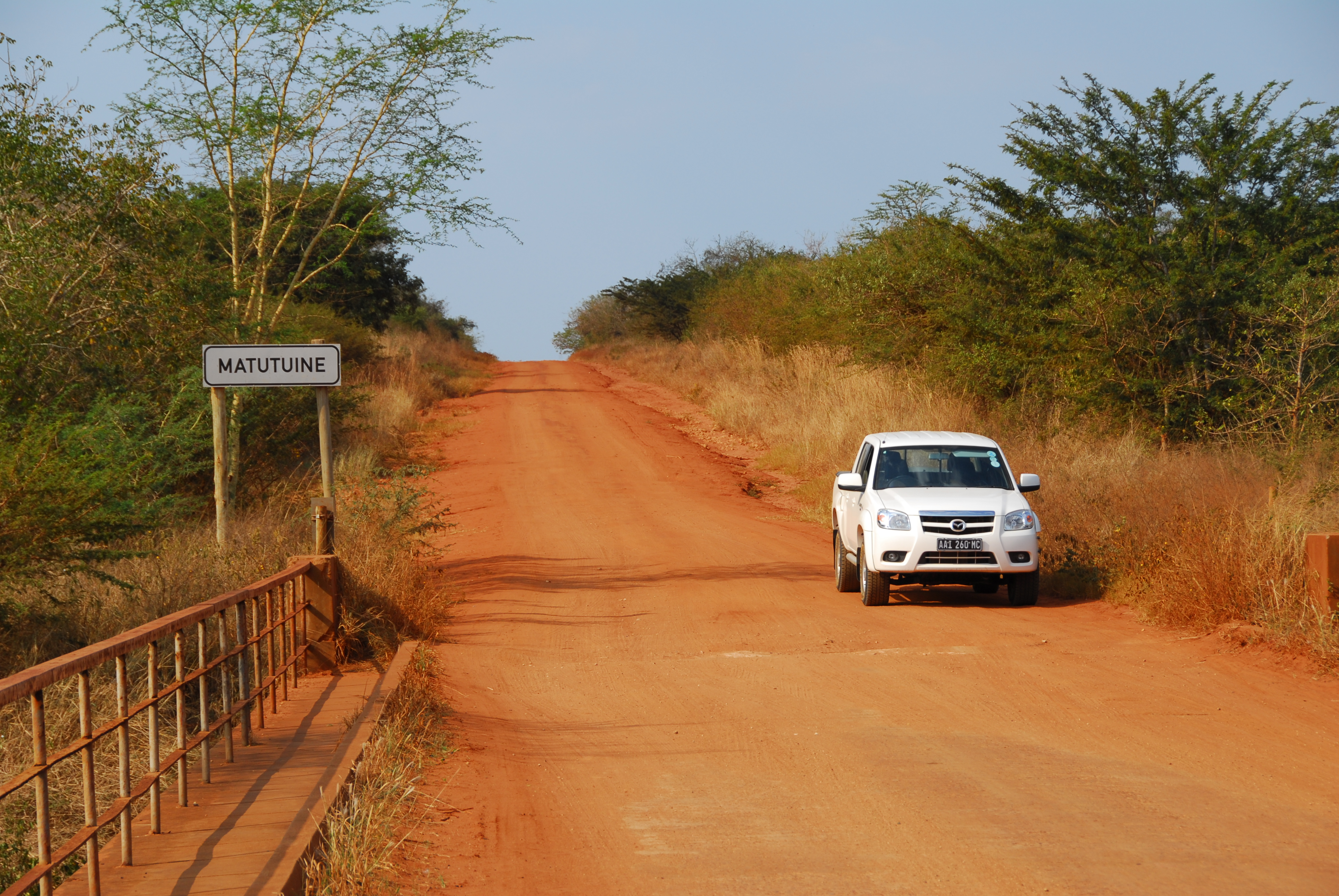
Antes da inauguração da ponte, a estrada entre Katembe e Boane até à Ponta do Ouro não era pavimentada, tornando-se intransitável quando chovia. A viagem entre Maputo e Ponta do Ouro demorava 4 horas.

Embora Katembe faça parte da área urbana de Maputo, existe um grande contraste no seu nível de urbanização. Maputo, especialmente o centro da cidade, está altamente urbanizada com dois milhões de pessoas a viver na zona urbana da margem norte; até à data a maioria dos edifícios no lado sul são de um único andar, as estradas não são pavimentadas e há muitos terrenos não urbanizados. Estima-se que cerca de 15.000–20.000 pessoas viviam em Katembe em 2018. Até à abertura da ponte, o transporte entre as duas margens era feito ou de carro ou ferry de passageiros, ou por um desvio via Boane (estradas nacionais EN2/EN200).
Com a conclusão da ponte e a requalificação da estrada para a Ponta do Ouro, prevê-se que Katembe venha a registar um enorme crescimento populacional de até 400.000 habitantes, pelo que toda a margem sul deverá ser urbanizada. De acordo com o plano estratégico da empresa de engenharia Betar, cerca de 9.510.000 m² de terreno (e portanto 58,9% da área total) devem ser mantidos livres para edifícios residenciais. 3.270.000 m²(20,3% da área total) são destinados ao setor dos serviços, e 1.880.000 m² (11,7%) à indústria.
A ponte e a remodelação da estrada para a Ponta do Ouro e KwaZulu-Natal, na África do Sul reduziram o tempo de viagem de mais de cinco horas para menos de duas. Uma campanha turística conjunta com a província de KwaZulu-Natal e Essuatíni pretende trazer mais visitantes ao sul de Moçambique.

## Prémios
A ponte tem recebido atenção e reconhecimento a nível global no setor da engenharia. Para além dos Prémios FULTON 2017 e 2019 — a mais alta distinção para estruturas de betão na África Austral — a estrutura também recebeu o Engineering News-Record (ENR) "Award of Merit" em Nova Iorque em junho de 2019 como vencedor na categoria "Global Best Projects".

## Crítica
Os elevados custos de construção da ponte e da estrada ligada a Boane e Ponta do Ouro são massivamente criticados pelo publicista moçambicano Carlos Nuno Castel-Branco. Afirma que a ponte teria custado um sétimo do dinheiro se fosse construída na China. Outros moçambicanos bem conhecidos, como o presidente do Conselho Municipal de Maputo Eneas Comiche, e o analista Roberto Tibana, também criticaram os elevados custos, que terão aumentado o enorme peso da dívida do estado moçambicano. O cientista Américo Matavele contrapõe que Castel-Branco não teve em conta nos seus cálculos os custos para as estradas requalificadas. De acordo com um relatório de análise da Economist Intelligence Unit, as taxas de juro para empréstimos do Exim-Bank são também relativamente altas. O governo moçambicano terá preferido estas, embora tivesse tido à sua disposição opções de financiamento muito mais favoráveis. A construção da ponte é dada como exemplo.
No início de novembro de 2014, trabalhadores moçambicanos entraram em greve durante vários dias. Queixaram-se de más condições de trabalho, irregularidades nos contratos e atrasos no pagamento de salários.
Além disso, muitas famílias tiveram de ser realojadas. A empresa Maputo-Sul estima em 920 o número de famílias reassentadas, para as quais foram construídos novos edifícios de quatro andares com apartamentos de dois a quatro quartos. O realojamento começou em 2015.
No final de 2018, os preços das portagens da ponte também se tornaram conhecidos. São considerados bastante elevados, especialmente em comparação com os preços dos bilhetes para o ferry. Os críticos veem uma enorme desvantagem para as camadas mais pobres da população, que "dificilmente beneficiarão da ponte".